# Liga Colombiana de Baloncesto 2015-II
La Liga Colombiana de Baloncesto 2015-II (oficialmente y por motivos de patrocinio Liga DirecTV de Baloncesto) es el torneo finalización de la temporada 2015 del Baloncesto Profesional Colombiano, máxima categoría del baloncesto en Colombia, el torneo inició el 21 de julio y finalizó el 16 de octubre. Fue organizado por la División Profesional de Baloncesto (DPB), entidad dependiente de la Federación Colombiana de Baloncesto.
El campeón participó en la Liga Sudamericana de Clubes 2016.

## Novedades
Por primera vez hace presencia en la Liga un equipo del departamento del Valle del Cauca, Astros Blanco del Valle; también se estrena para esta temporada el conjunto U.B.C. Muiscas de Cundinamarca. Después de un año de ausencia, reaparece Halcones de Cúcuta, la escuadra del departamento Norte de Santander. Declinan su participación para la edición 2015-II los equipos Cafeteros de Armenia y Marinos Bolívar Ganador.

## Sistema de juego
El torneo cambia su formato para esta edición:
Se juega todos contra todos en la primera fase, enfrentándose los equipos a doble vuelta; es decir cada equipo se enfrenta dos veces con el mismo rival, una vez como visitante (dos partidas seguidas) y otra en calidad de local (igualmente dos partidas seguidas). Se disputan un total 97 juegos en la fase, con una fecha de clásicos.
Los seis primeros equipos clasificados juegan los play-off en tres llaves organizadas de la siguiente manera:

1° vs. 6° (Llave 1)
2° vs. 5° (Llave 2)
3° vs. 4° (Llave 3)
Se clasifican a la siguiente ronda los equipos que ganan dos de tres partidos. A estos tres clasificados en las llaves se une el perdedor con mejor desempeño, para jugar las semifinales. Clasifican a la ronda final los dos que ganen tres de cinco juegos.
Llave 1 vs. Mejor perdedor
Llave 2 vs. Llave 3
Los ganadores de cada llave se enfrentarán en la final para definir al campeón del torneo.

## Datos de clubes
| Equipo                 | Ciudad        | Departamento       | Pabellón                        | Aforo |
| ---------------------- | ------------- | ------------------ | ------------------------------- | ----- |
| Academia de la Montaña | Medellín      | Antioquia          | Coliseo Universidad de Medellín | 6.000 |
| Águilas                | Tunja         | Boyacá             | Coliseo Cubierto San Antonio    | 5.000 |
| Astros Blanco          | Cali          | Valle del Cauca    | Coliseo Evangelista Mora        | 4.000 |
| Búcaros de Santander   | Bucaramanga   | Santander          | Coliseo UNAB                    | 5.000 |
| Halcones de Cúcuta     | Cúcuta        | Norte de Santander | Coliseo Toto Hernández          | 5.000 |
| Manizales Once Caldas  | Manizales     | Caldas             | Coliseo Jorge Arango Uribe      | 5.000 |
| Llaneros del Meta      | Villavicencio | Meta               | Coliseo Álvaro Mesa Amaya       | 7.000 |
| Patriotas              | Tunja         | Boyacá             | Coliseo Municipal de Tunja      | 3.200 |
| Piratas                | Bogotá        | Bogotá, D. C.      | Coliseo El Salitre              | 7.000 |
| U.B.C. Muiscas         | Tocancipá     | Cundinamarca       | Villa Olímpica de Tocancipá     | 3.200 |

## Primera fase
Los equipos se enfrentan en todos contra todos para definir los clasificados a play offs.
|  | Clasificados a Segunda fase. |
|  | Eliminados.                  |

### Posiciones
| Pos | Equipos                 | Pts | PJ | G  | P  | FAV  | CON  | Dif  |
| --- | ----------------------- | --- | -- | -- | -- | ---- | ---- | ---- |
| 1.  | Búcaros de Santander    | 39  | 20 | 19 | 1  | 1694 | 1350 | 344  |
| 2.  | Llaneros del Meta       | 35  | 20 | 15 | 5  | 1649 | 1484 | 165  |
| 3.  | Piratas Bogotá          | 33  | 20 | 13 | 7  | 1856 | 1763 | 93   |
| 4.  | Águilas de Tunja        | 32  | 20 | 12 | 8  | 1661 | 1607 | 54   |
| 5.  | Academia                | 31  | 20 | 11 | 9  | 1700 | 1585 | 115  |
| 6.  | Astros Blanco del Valle | 31  | 20 | 11 | 9  | 1575 | 1543 | 32   |
| 7.  | Manizales Once Caldas   | 30  | 20 | 10 | 10 | 1683 | 1642 | 41   |
| 8.  | Halcones de Cúcuta      | 26  | 20 | 6  | 14 | 1571 | 1832 | -261 |
| 9.  | Patriotas               | 21  | 20 | 1  | 19 | 1478 | 1822 | -344 |
| 10. | U.C.B. Muiscas          | 20  | 20 | 2  | 18 | 1542 | 1817 | -275 |

### Resultados
A continuación los 20 round que disputarán los equipos en la primera fase.
| Once Caldas     | 93 : 79 | Águilas Tunja   | Coliseo Jorge Arango            | 21 de julio | 19:45 |
| Academia        | 88 : 72 | Astros Blanco   | Coliseo Universidad de Medellín | 24 de julio | 19:45 |
| Patriotas Tunja | 61 : 82 | Llaneros BC     | Coliseo Municipal de Tunja      | 24 de julio | 19:45 |
| UBC Muiscas     | 80 : 86 | Hálcones Cúcuta | Villa Olímpica de Tocancipá     | 24 de julio | 20:00 |
| Piratas Bogotá  | 75 : 77 | Búcaros         | Coliseo El Salitre              | 25 de julio | 18:00 |

| Once Caldas     | 83 : 94  | Águilas Tunja   | Coliseo Jorge Arango            | 22 de julio | 20:00 |
| Academia        | 80 : 94  | Astros Blanco   | Coliseo Universidad de Medellín | 25 de julio | 19:45 |
| Patriotas Tunja | 70 : 88  | Llaneros BC     | Coliseo Municipal de Tunja      | 25 de julio | 19:45 |
| Piratas Bogotá  | 83 : 100 | Búcaros         | Coliseo El Salitre              | 26 de julio | 15:00 |
| UBC Muiscas     | 78 : 92  | Hálcones Cúcuta | Coliseo El Salitre              | 26 de julio | 17:00 |

| Búcaros        | 80 : 55  | UBC Muiscas     | Coliseo UNAB              | 28 de julio | 18:00 |
| Águilas Tunja  | 109 : 94 | Halcones Cúcuta | Coliseo San Antonio       | 28 de julio | 19:00 |
| Llaneros BC    | 81 : 74  | Academia        | Coliseo Álvaro Meza Amaya | 28 de julio | 19:45 |
| Astros Blanco  | 90 : 62  | Once Caldas     | Coliseo Evangelista Mora  | 28 de julio | 20:00 |
| Piratas Bogotá | 94 : 78  | Patriotas Tunja | Coliseo El Salitre        | 28 de julio | 20:00 |

| Búcaros        | 92 : 62  | UBC Muiscas     | Coliseo UNAB              | 29 de julio | 16:00 |
| Águilas Tunja  | 82 : 89  | Halcones Cúcuta | Coliseo San Antonio       | 29 de julio | 19:00 |
| Llaneros BC    | 83 : 84  | Academia        | Coliseo Álvaro Meza Amaya | 29 de julio | 20:00 |
| Astros Blanco  | 85 : 77  | Once Caldas     | Coliseo Evangelista Mora  | 29 de julio | 20:00 |
| Piratas Bogotá | 101 : 59 | Patriotas Tunja | Coliseo El Salitre        | 29 de julio | 20:00 |

| Patriotas Tunja | 62 : 99  | Búcaros         | Coliseo Municipal de Tunja      | 31 de julio  | 19:45 |
| Once Caldas     | 76 : 77  | Llaneros BC     | Coliseo Jorge Arango            | 31 de julio  | 20:00 |
| Astros Blanco   | 89 : 80  | Hálcones Cúcuta | Coliseo Evangelista Mora        | 31 de julio  | 20:00 |
| UBC Muiscas     | 51 : 78  | Águilas Tunja   | Municipal de Tocancipá          | 31 de julio  | 20:00 |
| Academia        | 100 : 86 | Piratas Bogotá  | Coliseo Universidad de Medellín | 11 de agosto | 20:00 |

| Patriotas Tunja | 86 : 92   | Búcaros         | Coliseo Municipal de Tunja      | 1 de agosto  | 19:45 |
| Once Caldas     | 72 : 69   | Llaneros BC     | Coliseo Jorge Arango            | 1 de agosto  | 20:00 |
| Astros Blanco   | 81 : 73   | Hálcones Cúcuta | Coliseo Evangelista Mora        | 1 de agosto  | 20:00 |
| UBC Muiscas     | 73 : 96   | Águilas Tunja   | Municipal de Tocancipá          | 1 de agosto  | 20:00 |
| Academia        | 100 : 111 | Piratas Bogotá  | Coliseo Universidad de Medellín | 12 de agosto | 19:45 |

| Patriotas Tunja | 63 : 86  | Academia        | Coliseo Municipal de Tunja | 4 de agosto | 19:45 |
| Llaneros BC     | 97 : 75  | Hálcones Cúcuta | Álvaro Meza Amaya          | 7 de agosto | 20:00 |
| Astros Blanco   | 91 : 73  | UBC Muiscas     | Evangelista Mora           | 7 de agosto | 20:00 |
| Búcaros         | 94 : 56  | Águilas Tunja   | Coliseo UNAB               | 8 de agosto | 17:30 |
| Piratas Bogotá  | 102 : 95 | Once Caldas     | Coliseo Cayetano Cañizares | 8 de agosto | 18:00 |

| Patriotas Tunja | 81 : 75 | Academia        | Coliseo Municipal de Tunja | 5 de agosto | 19:45 |
| Llaneros BC     | 81 : 55 | Hálcones Cúcuta | Álvaro Meza Amaya          | 8 de agosto | 20:00 |
| Astros Blanco   | 89 : 74 | UBC Muiscas     | Evangelista Mora           | 8 de agosto | 20:00 |
| Búcaros         | 92 : 72 | Águilas Tunja   | Coliseo UNAB               | 9 de agosto | 11:00 |
| Piratas Bogotá  | 81 : 89 | Once Caldas     | Coliseo Cayetano Cañizares | 9 de agosto | 15:00 |

| Llaneros BC   | 86 : 70  | Once Caldas     | Álvaro Meza Amaya      | 11 de agosto | 19:45 |
| Búcaros       | 86 : 55  | Hálcones Cúcuta | Coliseo UNAB           | 11 de agosto | 19:45 |
| Águilas Tunja | 104 : 87 | Patriotas Tunja | San Antonio            | 14 de agosto | 19:00 |
| Astros Blanco | 97 : 85  | Academia        | Evangelista Mora       | 14 de agosto | 20:00 |
| UBC Muiscas   | 84 : 96  | Piratas Bogotá  | Municipal de Tocancipá | 14 de agosto | 20:00 |

| Búcaros       | 100 : 73 | Hálcones Cúcuta | Coliseo UNAB           | 12 de agosto | 16:00 |
| Llaneros BC   | 89 : 70  | Once Caldas     | Álvaro Meza Amaya      | 12 de agosto | 20:00 |
| Águilas Tunja | 107 : 83 | Patriotas Tunja | San Antonio            | 15 de agosto | 19:00 |
| Astros Blanco | 77 : 97  | Academia        | Evangelista Mora       | 15 de agosto | 20:00 |
| UBC Muiscas   | 92 : 99  | Piratas Bogotá  | Municipal de Tocancipá | 15 de agosto | 20:00 |

| Academia       | 85 : 93 | Búcaros         | Ivan de Debout         | 21 de agosto    | 19:45 |
| Águilas Tunja  | 84 : 78 | Astros Blanco   | San Antonio            | 21 de agosto    | 20:00 |
| Once Caldas    | 90 : 62 | Patriotas Tunja | Jorge Arango           | 21 de agosto    | 20:00 |
| UBC Muiscas    | 65 : 88 | Llaneros BC     | Municipal de Tocancipá | 21 de agosto    | 20:00 |
| Piratas Bogotá | 95 : 84 | Hálcones Cúcuta | El Salitre             | 1 de septiembre | 20:00 |

| Águilas Tunja  | 81 : 69 | Astros Blanco   | San Antonio            | 22 de agosto    | 20:00 |
| Academia       | 92 : 93 | Búcaros         | Ivan de Bedout         | 22 de agosto    | 20:00 |
| Once Caldas    | 94 : 77 | Patriotas Tunja | Jorge Arango           | 22 de agosto    | 20:00 |
| UBC Muiscas    | 66 : 71 | Llaneros BC     | Municipal de Tocancipá | 22 de agosto    | 20:00 |
| Piratas Bogotá | 98 : 89 | Hálcones Cúcuta | El Salitre             | 2 de septiembre | 20:00 |

| Academia        | 68 : 78  | Once Caldas     | Ivan de Bedout         | 24 de agosto | 19:45 |
| Llaneros BC     | 87 : 79  | Águilas Tunja   | Álvaro Meza Amaya      | 25 de agosto | 18:00 |
| Búcaros         | 62 : 57  | Astros Blanco   | Coliseo UNAB           | 25 de agosto | 19:00 |
| Patriotas Tunja | 86 : 88  | Hálcones Cúcuta | Departamental de Tunja | 25 de agosto | 20:00 |
| Piratas Bogotá  | 103 : 95 | UBC Muiscas     | El Salitre             | 25 de agosto | 20:00 |

| Academia        | 88 : 85  | Once Caldas     | Ivan de Debout         | 25 de agosto | 19:45 |
| Búcaros         | 65 : 46  | Astros Blanco   | Coliseo UNAB           | 26 de agosto | 19:00 |
| Llaneros BC     | 86 : 75  | Águilas Tunja   | Álvaro Meza Amaya      | 26 de agosto | 20:00 |
| Patriotas Tunja | 78 : 103 | Hálcones Cúcuta | Departamental de Tunja | 26 de agosto | 20:00 |
| Piratas Bogotá  | 88 : 85  | UBC Muiscas     | El Salitre             | 26 de agosto | 20:00 |

| Academia      | 102 : 62 | Hálcones Cúcuta | Ivan de Debout         | 28 de agosto | 19:45 |
| UBC Muiscas   | 79 : 74  | Patriotas Tunja | Municipal de Tocancipá | 28 de agosto | 20:00 |
| Águilas Tunja | 117 : 96 | Piratas Bogotá  | San Antonio            | 28 de agosto | 20:00 |
| Astros Blanco | 73 : 70  | Llaneros BC     | Evangelista Mora       | 28 de agosto | 20:00 |
| Once Caldas   | 82 : 86  | Búcaros         | Jorge Arango           | 31 de agosto | 20:00 |

| Academia      | 84 : 91 | Hálcones Cúcuta | Ivan de Debout         | 29 de agosto    | 19:45 |
| UBC Muiscas   | 99 : 87 | Patriotas Tunja | Municipal de Tocancipá | 29 de agosto    | 20:00 |
| Águilas Tunja | 98 : 92 | Piratas Bogotá  | San Antonio            | 29 de agosto    | 20:00 |
| Astros Blanco | 79 : 88 | Llaneros BC     | Evangelista Mora       | 29 de agosto    | 20:00 |
| Once Caldas   | 82 : 86 | Búcaros         | Jorge Arango           | 1 de septiembre | 18:00 |

| Academia        | 113 : 87 | UBC Muiscas     | Ivan de Debout | 1 de septiembre | 18:00 |
| Patriotas Tunja | 82 : 91  | Águilas Tunja   | San Antonio    | 4 de septiembre | 19:45 |
| Once Caldas     | 94 : 78  | Hálcones Cúcuta | Jorge Arango   | 4 de septiembre | 20:00 |
| Búcaros         | 97 : 78  | Llaneros BC     | UNAB           | 5 de septiembre | 17:30 |
| Piratas Bogotá  | 99 : 69  | Astros Blanco   | El Salitre     | 5 de septiembre | 18:00 |

| Academia        | 98 : 76 | UBC Muiscas     | Ivan de Debout | 2 de septiembre | 19:45 |
| Patriotas Tunja | 78 : 79 | Águilas Tunja   | San Antonio    | 5 de septiembre | 19:45 |
| Once Caldas     | 93 : 74 | Hálcones Cúcuta | Jorge Arango   | 5 de septiembre | 20:00 |
| Búcaros         | 70 : 72 | Llaneros BC     | UNAB           | 6 de septiembre | 11:00 |
| Piratas Bogotá  | 81 : 74 | Astros Blanco   | El Salitre     | 6 de septiembre | 15:00 |

| UBC Muiscas   | 92 : 95 | Once Caldas     | Municipal de Tocancipá | 8 de septiembre  | 20:00 |
| Llaneros BC   | 98 : 91 | Piratas Bogotá  | Álvaro Meza Amaya      | 11 de septiembre | 20:00 |
| Astros Blanco | 86 : 61 | Patriotas Tunja | Evangelista Mora       | 11 de septiembre | 20:00 |
| Águilas Tunja | 75 : 80 | Academia        | San Antonio            | 11 de septiembre | 20:00 |
| Búcaros       | 89 : 73 | Hálcones Cúcuta | UNAB                   | 12 de septiembre | 17:30 |

| UBC Muiscas   | 76 : 101 | Once Caldas     | Municipal de Tocancipá | 9 de septiembre  | 20:00 |
| Llaneros BC   | 78 : 82  | Piratas Bogotá  | Álvaro Meza Amaya      | 12 de septiembre | 20:00 |
| Astros Blanco | 79 : 63  | Patriotas Tunja | Evangelista Mora       | 12 de septiembre | 20:00 |
| Águilas Tunja | 59 : 77  | Academia        | San Antonio            | 12 de septiembre | 20:00 |
| Búcaros       | 130 : 51 | Hálcones Cúcuta | UNAB                   | 13 de septiembre | 11:00 |

## Segunda fase
Se disputa entre los 6 mejores del torneo enfrentándose en tres llaves el 1° vs el 6°, 2° vs 5° y 3° vs 4° en tres juegos resultando vencedor el ganador de dos.

### (2) Búcaros de Santander vs. (0) Astros del Valle
| 15 de septiembre, 8:00 p. m. | Astros Blanco del Valle                                                         | 58–70                                | Búcaros de Santander                                                 |                                                                               |  |  |
| 8:00 p. m.                   | Parciales: 14-26, 18-9, 11-19, 15-16                                            | Parciales: 14-26, 18-9, 11-19, 15-16 | Parciales: 14-26, 18-9, 11-19, 15-16                                 |                                                                               |  |  |
|                              | Estadísticas Brandon Provost 19 Jhon Vélez 8 Julius Allgood 2 Brandon Provost 2 | Reporte Pts Reb Asts                 | Estadísticas Horace Wormely 17 Cristian Arboleda 10 Jordan Demercy 5 | Pabellón: Coliseo Evangelista Mora, Cali, Valle del Cauca Televisión: DirecTV |  |  |
| Búcaros lidera la serie 1-0  |                                                                                 |                                      |                                                                      |                                                                               |  |  |
|                              |                                                                                 |                                      |                                                                      |                                                                               |  |  |

| 18 de septiembre          | Búcaros de Santander                                              | 75–56                                 | Astros Blanco del Valle                                                            |                                                                          |  |  |
| 8:00 p. m.                | Parciales: 15-16, 19-15, 19-14, 22-11                             | Parciales: 15-16, 19-15, 19-14, 22-11 | Parciales: 15-16, 19-15, 19-14, 22-11                                              |                                                                          |  |  |
|                           | Estadísticas Horace Wormely 24 Jordan Demercy 13 Jordan Demercy 5 | Reporte Pts Reb Asts                  | Estadísticas Brandon Provost 23 Deandre Williams 8 John Vélez 8 Deandre Williams 6 | Pabellón: Coliseo de la UNAB, Bucaramanga, Santander Televisión: DirecTV |  |  |
| Búcaros gana la serie 2-0 |                                                                   |                                       |                                                                                    |                                                                          |  |  |
|                           |                                                                   |                                       |                                                                                    |                                                                          |  |  |

### (2) Llaneros del Meta vs. (1) Águilas de Tunja
| 15 de septiembre 8:00 p. m. | Águilas de Tunja                                                           | 87–84                                 | Llaneros del Meta                                               |                                                                  |  |  |
| 8:00 p. m.                  | Parciales: 32-23, 18-21, 19-24, 18-16                                      | Parciales: 32-23, 18-21, 19-24, 18-16 | Parciales: 32-23, 18-21, 19-24, 18-16                           |                                                                  |  |  |
|                             | Estadísticas Tyrone Wesmorland 23 Jereal Scott II 11 Eleutherio Renteria 6 | Reporte Pts Reb Asts                  | Estadísticas Jhon Hernández 23 Juan Herrera 15 Harold Cazorla 6 | Pabellón: Coliseo San Antonio, Tunja, Boyacá Televisión: DirecTV |  |  |
| Águilas lidera la serie 1-0 |                                                                            |                                       |                                                                 |                                                                  |  |  |
|                             |                                                                            |                                       |                                                                 |                                                                  |  |  |

| 19 de septiembre   | Llaneros del Meta                                                   | 93–69                                 | Águilas de Tunja                                                  |                                                                              |  |  |
| 6:00 p. m.         | Parciales: 17-21, 23-16, 25-16, 28-16                               | Parciales: 17-21, 23-16, 25-16, 28-16 | Parciales: 17-21, 23-16, 25-16, 28-16                             |                                                                              |  |  |
|                    | Estadísticas Luis Hernández 22 Jhon Hernández 20 Javier Gonzales 12 | Reporte Pts Reb Asts                  | Estadísticas Byron Westmoreland 15 Rayson Tayrone 9 David Reyes 4 | Pabellón: Coliseo Álvaro Meza Amaya, Villavicencio, Meta Televisión: DirecTV |  |  |
| Serie igualada 1-1 |                                                                     |                                       |                                                                   |                                                                              |  |  |
|                    |                                                                     |                                       |                                                                   |                                                                              |  |  |

| 20 de septiembre           | Llaneros del Meta                                                   | 98–77                                 | Águilas de Tunja                                                                        |                                                                              |  |  |
| 11:00 a. m.                | Parciales: 32-17, 24-19, 25-18, 17-23                               | Parciales: 32-17, 24-19, 25-18, 17-23 | Parciales: 32-17, 24-19, 25-18, 17-23                                                   |                                                                              |  |  |
|                            | Estadísticas Jhon Hernández 24 Jhon Hernández 13 Javier Gonzales 11 | Reporte Pts Reb Asts                  | Estadísticas Andre Armstrong 25 Jereal Scott II 8 Byron Westmoreland 3 Julio Velandia 3 | Pabellón: Coliseo Álvaro Meza Amaya, Villavicencio, Meta Televisión: DirecTV |  |  |
| Llaneros gana la serie 2-1 |                                                                     |                                       |                                                                                         |                                                                              |  |  |
|                            |                                                                     |                                       |                                                                                         |                                                                              |  |  |

### (2) Piratas de Bogotá vs. (1) Academia de la Montaña
| 15 de septiembre, 6:00 p. m. | Academia de la Montaña                                                 | 89–86                                 | Piratas de Bogotá                                                            |                                                                           |  |  |
| 6:00 p. m.                   | Parciales: 24-20, 15-30, 30-21, 20-22                                  | Parciales: 24-20, 15-30, 30-21, 20-22 | Parciales: 24-20, 15-30, 30-21, 20-22                                        |                                                                           |  |  |
|                              | Estadísticas Jonathan Rodríguez 28 Ronald Rutherford 19 Stevie Mejia 6 | Reporte Pts Reb Asts                  | Estadísticas Brian Burrell 23 Jhon Romero 10 Franklin Forbes 4 Jhon Romero 4 | Pabellón: Coliseo Ivan De Bebout, Medellín, Antioquia Televisión: DirecTV |  |  |
| Academia lidera la serie 1-0 |                                                                        |                                       |                                                                              |                                                                           |  |  |
|                              |                                                                        |                                       |                                                                              |                                                                           |  |  |

| 18 de septiembre   | Piratas de Bogotá                                              | 97–91                                 | Academia de la Montaña                                                 |                                                               |  |  |
| 8:00 p. m.         | Parciales: 24-12, 35-29, 24-26, 14-24                          | Parciales: 24-12, 35-29, 24-26, 14-24 | Parciales: 24-12, 35-29, 24-26, 14-24                                  |                                                               |  |  |
|                    | Estadísticas Brandon Gives 37 Jhon Romero 10 Franklin Forbes 3 | Reporte Pts Reb Asts                  | Estadísticas Divier Pérez 20 Ronald Rutherford 13 Jonathan Rodríguez 5 | Pabellón: Coliseo El Salitre, Bogotá D.C. Televisión: DirecTV |  |  |
| Serie empatada 1-1 |                                                                |                                       |                                                                        |                                                               |  |  |
|                    |                                                                |                                       |                                                                        |                                                               |  |  |

| 19 de septiembre          | Piratas de Bogotá                                                | 95–88                                 | Academia de la Montaña                                            |                                                               |  |  |
| 6:00 p. m.                | Parciales: 24-25, 25-21, 20-22, 26-20                            | Parciales: 24-25, 25-21, 20-22, 26-20 | Parciales: 24-25, 25-21, 20-22, 26-20                             |                                                               |  |  |
|                           | Estadísticas Brandon Givens 36 Jovanni Diaz 11 Franklin Forbes 6 | Reporte Pts Reb Asts                  | Estadísticas Jonathan Rodríguez 26 Divier Pérez 13 Stevie Mejía 6 | Pabellón: Coliseo El Salitre, Bogotá D.C. Televisión: DirecTV |  |  |
| Piratas gana la serie 2-1 |                                                                  |                                       |                                                                   |                                                               |  |  |
|                           |                                                                  |                                       |                                                                   |                                                               |  |  |

## Fase final
Clasificaron los ganadores de cada llave en la fase anterior y un perdedor afortunado.
|  | Semifinales            | Semifinales |   |  | Final               | Final |  |
|  |                        |             |   |  |                     |       |  |
|  | 22 al 30 de septiembre |             |   |  |                     |       |  |
|  | Búcaros                | 3           |   |  |                     |       |  |
|  | Academia               | 1           |   |  |                     |       |  |
|  |                        |             |   |  |                     |       |  |
|  |                        |             |   |  | 11 al 16 de octubre |       |  |
|  |                        |             |   |  | Búcaros             | 4     |  |
|  |                        | Piratas     | 0 |  |                     |       |  |
|  |                        |             |   |  |                     |       |  |
|  |                        |             |   |  |                     |       |  |
|  |                        |             |   |  |                     |       |  |
|  | 22 al 30 de septiembre |             |   |  |                     |       |  |
|  | Llaneros               | 1           |   |  |                     |       |  |
|  | Piratas                | 3           |   |  |                     |       |  |

## Semifinales
Las semifinales se disputaron desde el 22 de septiembre. Clasificando el ganador en 3 juegos de 5.

### (3) Bucaros de Santander vs. (1) Academia de la Montaña
| 22 de septiembre, 7:45 p. m. | Búcaros de Santander                                                             | 80–77                                | Academia de la Montaña                                                          |                                                                          |  |  |
| 7:45 p. m.                   | Parciales: 9-19, 23-20, 18-14, 30-24                                             | Parciales: 9-19, 23-20, 18-14, 30-24 | Parciales: 9-19, 23-20, 18-14, 30-24                                            |                                                                          |  |  |
|                              | Estadísticas Horace Wormely 25 Arnold Louis 13 Jordán Demercy 4 Horace Wormely 4 | Reporte Pts Reb Asts                 | Estadísticas Jonathan Rodríguez 27 Divier Pérez Solano 12 Cesar Chávez Jacobo 4 | Pabellón: Coliseo de la UNAB, Bucaramanga, Santander Televisión: DirecTV |  |  |
| Búcaros lidera serie 1-0     |                                                                                  |                                      |                                                                                 |                                                                          |  |  |
|                              |                                                                                  |                                      |                                                                                 |                                                                          |  |  |

| 23 de septiembre, 8:00 p. m. | Búcaros de Santander                                                                | 67–68                                 | Academia de la Montaña                                                  |                                                                          |  |  |
| 8:00 p. m.                   | Parciales: 13-19, 17-14, 16-14, 21-21                                               | Parciales: 13-19, 17-14, 16-14, 21-21 | Parciales: 13-19, 17-14, 16-14, 21-21                                   |                                                                          |  |  |
|                              | Estadísticas Horace Wormely 21 Michael Jackson 12 Horace Wormely 3 Jordán Demercy 3 | Reporte Pts Reb Asts                  | Estadísticas Jonathan Rodríguez 25 Divier Pérez 11 Jonathan Rodríguez 3 | Pabellón: Coliseo de la UNAB, Bucaramanga, Santander Televisión: DirecTV |  |  |
| Serie empatada 1-1           |                                                                                     |                                       |                                                                         |                                                                          |  |  |
|                              |                                                                                     |                                       |                                                                         |                                                                          |  |  |

| 29 de septiembre, 08:00 p. m. | Academia de la Montaña                                                                     | 79–83                                 | Búcaros de Santander                                            |                                                                           |  |  |
| 08:00 p. m.                   | Parciales: 22-13, 21-26, 11-23, 25-21                                                      | Parciales: 22-13, 21-26, 11-23, 25-21 | Parciales: 22-13, 21-26, 11-23, 25-21                           |                                                                           |  |  |
|                               | Estadísticas Jonathan Rodríguez 23 Divier Pérez 9 Ronald Rutherford 9 Jonathan Rodríguez 4 | Reporte Pts Reb Asts                  | Estadísticas Horace Wormely 21 Arnold Louis 13 Horace Wormely 5 | Pabellón: Coliseo Ivan De Bebout, Medellín, Antioquia Televisión: DirecTV |  |  |
| Búcaros lidera 2-1            |                                                                                            |                                       |                                                                 |                                                                           |  |  |
|                               |                                                                                            |                                       |                                                                 |                                                                           |  |  |

| 30 de septiembre, 08:00 p. m. | Academia de la Montaña                                                    | 91–94                                             | Búcaros de Santander                                         |                                                                           |  |  |
| 08:00 p. m.                   | Parciales: 19-19, 22-22, 21-21, 23-23 (T.E.: 6-9)                         | Parciales: 19-19, 22-22, 21-21, 23-23 (T.E.: 6-9) | Parciales: 19-19, 22-22, 21-21, 23-23 (T.E.: 6-9)            |                                                                           |  |  |
|                               | Estadísticas Jonathan Rodríguez 34 onald Rutherford 10 onald Rutherford 4 | Reporte Pts Reb Asts                              | Estadísticas Arnold Luis 23 Arnold Luis 15 Horace Wormely 10 | Pabellón: Coliseo Ivan De Bebout, Medellín, Antioquia Televisión: DirecTV |  |  |
| Búcaros gana la serie         |                                                                           |                                                   |                                                              |                                                                           |  |  |
|                               |                                                                           |                                                   |                                                              |                                                                           |  |  |

### (1) Llaneros del Meta vs. (3) Piratas de Bogotá
| 22 de septiembre, 08:00 p. m. | Llaneros del Meta                                                    | 92–87                                 | Piratas de Bogotá                                                                              |                                                                              |  |  |
| 08:00 p. m.                   | Parciales: 24-21, 29-20, 22-24, 17-22                                | Parciales: 24-21, 29-20, 22-24, 17-22 | Parciales: 24-21, 29-20, 22-24, 17-22                                                          |                                                                              |  |  |
|                               | Estadísticas Javier González 24 Jhon Hernández 11 Javier González 11 | Reporte Pts Reb Asts                  | Estadísticas Brandon Givens 31 Jovanni Diaz 8 Franklin Forbes 1 Brian Burrell 1 Jovanni Diaz 1 | Pabellón: Coliseo Álvaro Mesa Amaya, Villavicencio, Meta Televisión: DirecTV |  |  |
| Llaneros lidera 1-0           |                                                                      |                                       |                                                                                                |                                                                              |  |  |
|                               |                                                                      |                                       |                                                                                                |                                                                              |  |  |

| 22 de septiembre, 08:00 p. m. | Llaneros del Meta                                                   | 67–73                                 | Piratas de Bogotá                                                            |                                                                              |  |  |
| 08:00 p. m.                   | Parciales: 12-23, 21-19, 12-10, 22-21                               | Parciales: 12-23, 21-19, 12-10, 22-21 | Parciales: 12-23, 21-19, 12-10, 22-21                                        |                                                                              |  |  |
|                               | Estadísticas Javier González 26 Jhon Hernández 10 Javier González 6 | Reporte Pts Reb Asts                  | Estadísticas Brandon Givens 29 Jovanni Diaz 6 Brian Burrell 3 Jovanni Diaz 3 | Pabellón: Coliseo Álvaro Mesa Amaya, Villavicencio, Meta Televisión: DirecTV |  |  |
| Serie empatada 1-1            |                                                                     |                                       |                                                                              |                                                                              |  |  |
|                               |                                                                     |                                       |                                                                              |                                                                              |  |  |

| 29 de septiembre, 07:45 p. m. | Piratas de Bogotá                                               | 100–99                                             | Llaneros del Meta                                            |                                                               |  |  |
| 07:45 p. m.                   | Parciales: 16-30, 22-18, 30-19, 22-23 (T.E.: 10–9)              | Parciales: 16-30, 22-18, 30-19, 22-23 (T.E.: 10–9) | Parciales: 16-30, 22-18, 30-19, 22-23 (T.E.: 10–9)           |                                                               |  |  |
|                               | Estadísticas Brandon Givens 27 Jovanni Diaz 8 Franklin Forbes 6 | Reporte Pts Reb Asts                               | Estadísticas Wil Martínez 29 Luis Hernández 8 Juan Herrera 6 | Pabellón: Coliseo El Salitre, Bogotá D.C. Televisión: DirecTV |  |  |
| Piratas lidera 2-1            |                                                                 |                                                    |                                                              |                                                               |  |  |
|                               |                                                                 |                                                    |                                                              |                                                               |  |  |

| 30 de septiembre, 8:00 p. m. | Piratas de Bogotá                                              | 92–91                                 | Llaneros del Meta                                             |                                                               |  |  |
| 08:00 p. m.                  | Parciales: 18-24, 17-18, 29-22, 28-27                          | Parciales: 18-24, 17-18, 29-22, 28-27 | Parciales: 18-24, 17-18, 29-22, 28-27                         |                                                               |  |  |
|                              | Estadísticas Brandon Givens 27 Slatin Ortiz 8 Brandon Givens 8 | Reporte Pts Reb Asts                  | Estadísticas Wil Martínez 30 Jhon Hernández 10 Juan Herrera 5 | Pabellón: Coliseo El Salitre, Bogotá D.C. Televisión: DirecTV |  |  |
| Piratas gana la serie 3-1    |                                                                |                                       |                                                               |                                                               |  |  |
|                              |                                                                |                                       |                                                               |                                                               |  |  |

## Finales
La final se disputó desde el 11 de octubre. Finalizando campeón el ganador en 4 juegos.

### (4) Bucaros de Santander vs. (0) Piratas de Bogotá
| 11 de octubre, 15:00 | Búcaros de Santander                                                             | 108–86                                | Piratas de Bogotá                                                                          |                                                                          |  |  |
| 15:00                | Parciales: 23-21, 27-16, 29-27, 29-22                                            | Parciales: 23-21, 27-16, 29-27, 29-22 | Parciales: 23-21, 27-16, 29-27, 29-22                                                      |                                                                          |  |  |
|                      | Estadísticas Arnold Luis 30 Michael Jackson 11 Horace Wormely 4 Wilson Pilarte 4 | Reporte Pts Reb Asts                  | Estadísticas Brandon Givens 21 Jovanni Diaz, Stalin Ortiz 9 Franklin Forbes, Jhon Romero 2 | Pabellón: Coliseo de la UNAB, Bucaramanga, Santander Televisión: DirecTV |  |  |
| Bucaros lidera 1-0.  |                                                                                  |                                       |                                                                                            |                                                                          |  |  |
|                      |                                                                                  |                                       |                                                                                            |                                                                          |  |  |

| 12 de octubre, 17:00 | Búcaros de Santander                                                         | 99–89                                 | Piratas de Bogotá                                           |                                                                          |  |  |
| 17:00                | Parciales: 27-19, 14-20, 29-24, 29-26                                        | Parciales: 27-19, 14-20, 29-24, 29-26 | Parciales: 27-19, 14-20, 29-24, 29-26                       |                                                                          |  |  |
|                      | Estadísticas Arnold Luis 27 Jordan Demercy, Arnold Luis 10 Horace Wormely 10 | Reporte Pts Reb Asts                  | Estadísticas Stalin Ortiz 23 Jhon Romero 7 Brandon Givens 4 | Pabellón: Coliseo de la UNAB, Bucaramanga, Santander Televisión: DirecTV |  |  |
| Búcaros lidera 2-0.  |                                                                              |                                       |                                                             |                                                                          |  |  |
|                      |                                                                              |                                       |                                                             |                                                                          |  |  |

| 15 de octubre, 18:00 | Piratas de Bogotá                                          | 95–100                                | Búcaros de Santander                                                        |                                                               |  |  |
| 18:00                | Parciales: 22-24, 30-31, 18-22, 25-23                      | Parciales: 22-24, 30-31, 18-22, 25-23 | Parciales: 22-24, 30-31, 18-22, 25-23                                       |                                                               |  |  |
|                      | Estadísticas Stalin Ortiz 30 Stalin Ortiz 8 Jovanni Díaz 7 | Reporte Pts Reb Asts                  | Estadísticas Arnold Luis 29 Jordan Demercy, Arnold Luis 10 Horace Wormely 9 | Pabellón: Coliseo El Salitre, Bogotá D.C. Televisión: DirecTV |  |  |
| Búcaros lidera 3-0.  |                                                            |                                       |                                                                             |                                                               |  |  |
|                      |                                                            |                                       |                                                                             |                                                               |  |  |

| 16 de octubre, 18:00 | Piratas de Bogotá                                                            | 75–96                                 | Búcaros de Santander                                              |                                                               |  |  |
| 18:00                | Parciales: 14-27, 22-24, 22-25, 17-21                                        | Parciales: 14-27, 22-24, 22-25, 17-21 | Parciales: 14-27, 22-24, 22-25, 17-21                             |                                                               |  |  |
|                      | Estadísticas Brandon Givens 22 Jovanni Díaz, Stalin Ortiz 9 Brandon Givens 5 | Reporte Pts Reb Asts                  | Estadísticas Arnold Luis 36 Cristian Arboleda 14 Horace Wormely 7 | Pabellón: Coliseo El Salitre, Bogotá D.C. Televisión: DirecTV |  |  |
| Búcaros gana 4-0.    |                                                                              |                                       |                                                                   |                                                               |  |  |
|                      |                                                                              |                                       |                                                                   |                                                               |  |  |

|                                         |
|                                         |
| Campeón Búcaros de Santander 6.º título |

## Líderes de las estadísticas
Tomada de la fase regular.
| Categoría                  | Jugador            | Equipo | Prom./Pts. |
| -------------------------- | ------------------ | ------ | ---------- |
| Puntos por partido         | Jonathan Rodríguez | ADM    | 32,3       |
| Rebotes por partido        | Jesús Martínez     | HAL    | 10,8       |
| Asistencias por partido    | Horace Wormely     | BUC    | 5,4        |
| Puntos anotados            | Jonathan Rodríguez | ADM    | 614        |
| Asistencias                | Horace Wormely     | BUC    | 102        |
| Tapones                    | Jesús Martínez     | HAL    | 48         |
| Balones Perdidos           | Jonathan Rodríguez | ADM    | 68         |
| Porcentaje de tiros libres | Brandon Provost    | ADV    | 85,7%      |